# Otočić Krasnica
Otočić Krasnica är en ö i Kroatien.   Den ligger i länet Istrien, i den västra delen av landet, 200 km sydväst om huvudstaden Zagreb. Arean är 0,28 kvadratkilometer.
Terrängen på Otočić Krasnica är mycket platt. Öns högsta punkt är 9 meter över havet. Den sträcker sig 0,9 kilometer i nord-sydlig riktning, och 0,7 kilometer i öst-västlig riktning.